# Merlo (Buenos Aires)
Pour les articles homonymes, voir Merlo.
Merlo est une ville dans la province de Buenos Aires, en Argentine. C'est également le chef-lieu du Partido Merlo.
La ville est fondée par Francisco de Merlo en 1755 et reconstruite par Juan Dillon en 1859.
Merlo est bordée par Moreno et Paso del Rey, deux villes du Partido Moreno et du Río Reconquista (au nord-ouest), de San Antonio de Padua (au nord), de Libertad et du Parque San Martín (à l'est) et de Mariano Acosta (au sud).
Merlo est divisée en 2 secteurs distincts : Merlo Centro, avec une population des classes moyennes regroupée autour de la gare, et un secteur avec la plupart de ses habitants faisant partie de la classe ouvrière, le long de la Río Reconquista.

## Quartiers (Barrio)

### Merlo Centro

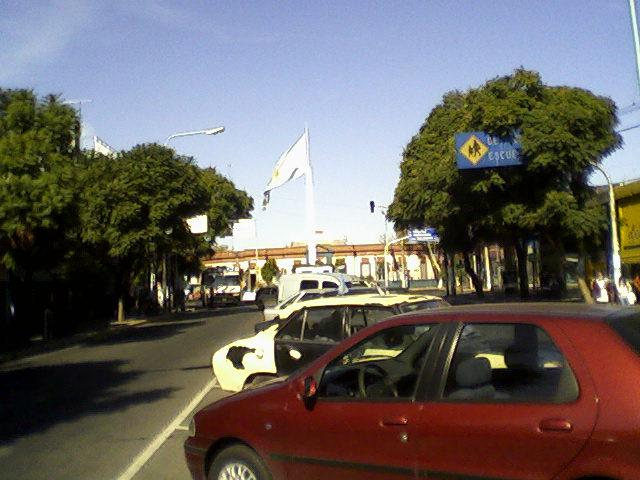
Avenida del Libertador General San Martín.

Merlo Centro est un quartier de la classe moyenne regroupé autour de la gare et qui comprend la ville historique de 1859 de Juan Dillon.
Le centre administratif et commercial est autour de l'avenue principale,Avenida del Libertador General San Martin. Cette avenue arborée s'étire sur sept pâtés de maisons de la gare ferroviaire au quartier historique et possède quelques bâtiments atteignant plus de deux étages de hauteur.

### Bâtiments historiques
Il ne reste rien de la ville de Francisco de Merlo.
Le plus ancien bâtiment encore debout dans Merlo est la gare ferroviaire, ouvert en 1859 sur un terrain donné par la mère de Juan Dillon, Manuela Calderón
L'église de Nuestra Señora de la Merced (Notre-Dame de la Miséricorde) a été consacrée en 1864 et elle a été construite à l'endroit même où la chapelle de l'ancien Merlo se trouvait. Le bâtiment a également été conçu par Pedro Benoit, voisin éminent de Merlo et membre reconnu de la franc-maçonnerie argentine et construit par le maître bâtisseur espagnol Antonio Ayerbe. Le premier curé fut le prêtre catholique irlandais Patrick Joseph Dillon', cousin germain de Juan Dillon. Il a été nommé aumônier de la communauté irlandaise à Merlo et des années plus tard, il a été élu sénateur au parlement de Buenos Aires et fondateur du journal La Croix du Sud, presse qui se poursuit à ce jour.
Barrios
- Merlo Norte
- Barrio Argentino
- Las Violetas
- Santa Lucía
- Lago del Bosque
- Los Patos
- La Josefina
- Los Paraísos
- El Mirador
- Loma Florida
- Pompeya
- Reconquista
- Amandi
- San Eduardo
- Gaboto
- Arco Iris
- Albatros

## Relations internationales

### Jumelage
La ville de Merlo est jumelée avec les villes suivantes :
- -  Pontevedra, Espagne.

## Personnalités
- Leonardo Ramos (1898-), footballeur né à Merlo.

## Galerie

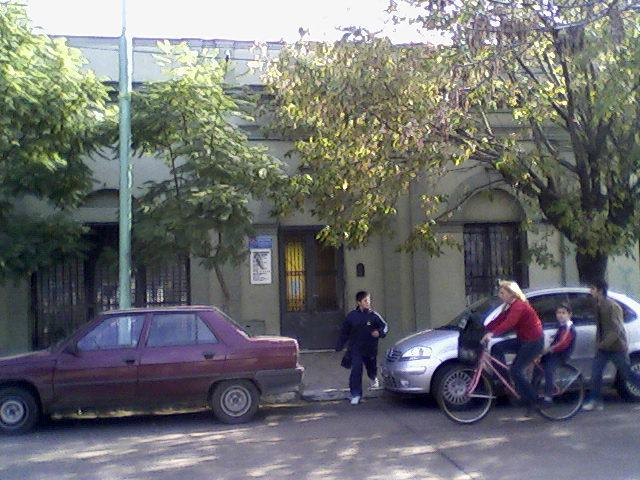
Maison Sullivan, une maison résidentielle datant du XIXe siècle.
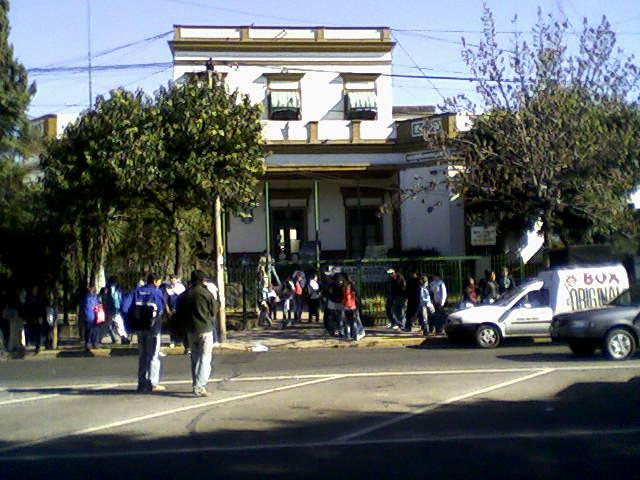
Maison Landaburu, une résidence historique.
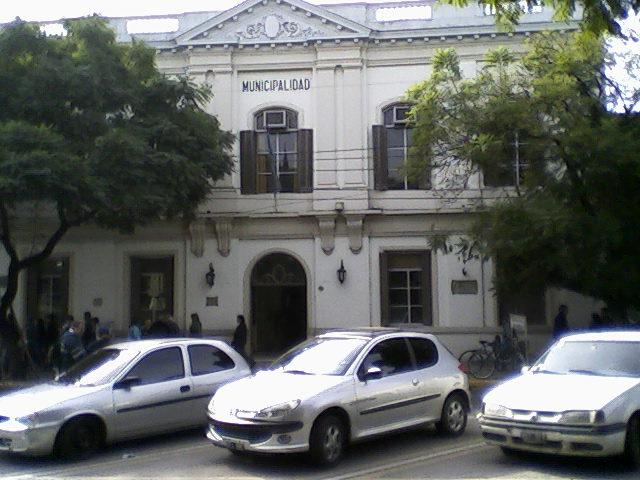
Palais municipal de Merlo.
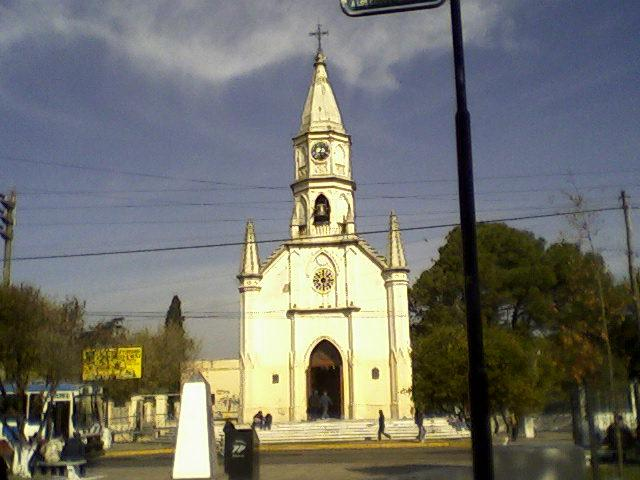
L'église de notre dame de Mercy.
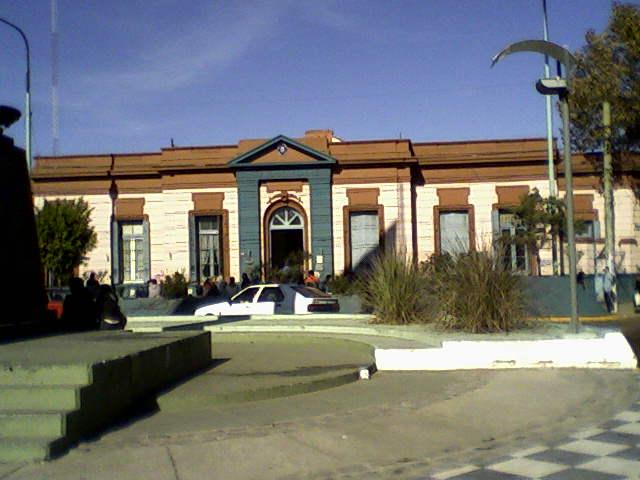
Ecole Domingo Faustino Sarmiento.